# قسم شيخ موسي الريفي (مقاطعة آق قلا)
قسم شیخ موسي الريفي (بالفارسية: دهستان شیخ‌موسی) هي قسم تقع في إيران في قسم. يقدر عدد سكانها بـ 12,909 نسمة .